# 조덕제 (배우)
조덕제(본명:  조득제, 1968년 3월 2일 ~ )는 대한민국의 영화배우이다. 배우가 되기 전에 목공소에서 근무한 경력이 있다.

## 이력
1991년 조강산이라는 예명으로 뮤지컬배우로 데뷔하였고 1996년 조덕제 예명으로 연극배우로 데뷔하였다.

## 출연작

### 영화
- 《순례자의 조상》 - 블랙 역
- 1998년 《조용한 가족》 - 조 순경 역
- 1999년 《세기말》 - 형사 2 역
- 2001년 《와니와 준하》 - 술집 주인 역
- 2003년 《살인의 추억》 - 소현 현장 감식반원 역
- 2003년 《바람난 가족》 - 수인사건 형사 역
- 2005년 《그때 그사람들》 - 조 소령 역
- 2005년 《분홍신》 - 형사 역
- 2006년 《청춘만화》 - 원진 역
- 2006년 《괴물》 - 형사 2 역
- 2006년 《해변의 여인》 - 작은 횟집 주인 역
- 2006년 《마음이...》 - 고모부 역
- 2006년 《열혈남아》 - 형사 1 역
- 2008년 《우리 생애 최고의 순간》 - 배 사장 역
- 2008년 《추격자》 - 최 형사 역
- 2008년 《좋은 놈, 나쁜 놈, 이상한 놈》 - 창이파 역
- 2008년 《고고70》 - 데블스 수사관 2 역
- 2009년 《닿을 수 없는 곳》 - 아빠 역
- 2009년 《걸작의 꿈》 - V.C 역
- 2009년 《박쥐》 - 검사관 1 역
- 2009년 《거북이 달린다》 - 수사대원 1 역
- 2009년 《요가학원》 - 조감독 역
- 2010년 《악마를 보았다》 - 강 형사 역
- 2010년 《김복남 살인사건의 전말》 - 서 경사 역
- 2010년 《초능력자》 - 황 사장 역
- 2010년 《히어로》 - 황 사장 역
- 2010년 《헬로우 고스트》 - 젊은 경찰 역
- 2011년 《혜화,동》 - 수호 역
- 2011년 《아이들...》 - 동필 부 역
- 2011년 《푸른소금》 - 보스리 역
- 2011년 《완득이》 - 학생부장 역
- 2012년 《부러진 화살》 - 김성오 판사 역
- 2012년 《로맨스 조》 - 초희 아버지 역
- 2012년 《가비》 - 초희 아버지 역
- 2012년 《26년》 - 마상열 역
- 2013년 《말로는 힘들어》
- 2013년 《더 엑스》 - R 역
- 2014년 《들개들》 - 최용길 역
- 2014년 《신이 보낸 사람》 - 박정식 역
- 2014년 《해무》 - 여상구 역
- 2014년 《슬로우 비디오》 - 톨경찰 역
- 2014년 《빅매치》 - 박사장 역 (특별출연)
- 2015년 《미쓰 와이프》 - 두만 역
- 2015년 《내부자들》 - 최형사 역
- 2016년 《하프》 - 판사 역
- 2016년 《멜리스》 - 최진호 역
- 2016년 《계춘할망》 - 현철 역
- 2016년 《밀정》 - 허삼도 역
- 2017년 《은하》 - 난민센터국장 역
- 2017년 《포크레인》 - 장하사 역
- 2018년 《흥부: 글로 세상을 바꾼 자》 - 조덕제 역
- 2018년 《아웃도어 비긴즈》 - 춘배 역

### TV 드라마
- 2008년 MBC 수목드라마 《종합병원 2》 - 오강철 역
- 2009년 MBC 수목 미니시리즈 《혼》
- 2009년 MBC 월화 미니시리즈 《맨땅에 헤딩》
- 2010년 SBS 대기획 《제중원》
- 2010년 SBS 대하드라마 《자이언트》
- 2010년 SBS 월화드라마 《나는 전설이다》
- 2010년 MBC 단막극 《나야, 할머니》
- 2010년 SBS 대기획 《아테나: 전쟁의 여신》
- 2011년 KBS 단막극 《KBS 드라마 스페셜 - 완벽한 스파이》
- 2011년 MBC 월화드라마 《빛과 그림자》
- 2012년 MBC 대하드라마 《무신》 - 자꾸예 역
- 2012년 SBS 주말특별기획 드라마 《신사의 품격》 - 박경득 역
- 2012년 OCN 일요드라마 《신의 퀴즈 3》 - 주동석 역
- 2012년 SBS 드라마스페셜 《유령》 - 수사실장 역
- 2012년 tvN 수목드라마 《제3병원》 - 징계위원회 위원 역
- 2013년 tvN 월화드라마 《후아유》 - 이 형사 역 (특별출연)
- 2013년 MBC 단막극 《드라마 페스티벌 - 상놈탈출기》
- 2014년 OCN 일요드라마 《리셋》
- 2015년 tvN 월화드라마 《막돼먹은 영애씨 시즌 14》 - 조덕제 역
- 2016년 네이버 TV 웹드라마 《들썩들썩 패밀리》 - 정만오 역
- 2016년 tvN 월화드라마 《막돼먹은 영애씨 시즌 15》 - 조덕제 역

### 연극
- 1996년 가마다 행진곡
- 2006년 그녀의 이름은 신수정이었다
- 2009년 삼도봉美스토리

### CF
- 2015년 하나금융그룹
- 2015년 알바천국

## 성추행 사건
2015년 영화 《사랑은 없다》를 촬영하는 도중에 반민정의 하체를 강제 추행한 혐의로 고소되어 1심에서 무죄, 2심에서 징역 1년, 집행유예 2년, 성폭력 치료 프로그램 40시간 이수 판결을 받았다. 조덕제는 불복해 대법원에 상고하였으나 유죄가 확정되었으며 결국 2018년 10월 KBS 출연금지 명단에 올라야 했고  그 이후에는 KBS 뿐 아니라 타 지상파(MBC,SBS,EBS) 출연금지 명단에 오르는 수모를 당했다.
한편, 본인(조덕제)와 친분이 있는 희극인 출신 기자 이재포는 반민정에 대한 악의적 내용을 담은 허위기사를 작성한 혐의로 2심에서 징역 1년 6월을 선고받았다.